# Musique de Final Fantasy IV
 (août 2025).
Si vous disposez d'ouvrages ou d'articles de référence ou si vous connaissez des sites web de qualité traitant du thème abordé ici, merci de compléter l'article en donnant les références utiles à sa vérifiabilité et en les liant à la section « Notes et références ».
La musique de Final Fantasy IV (sorti sous le nom de Final Fantasy II aux États-Unis) a été composée par Nobuo Uematsu. La réception de la bande originale a été au-dessus des attentes ; les critiques ont loué la qualité de la composition originale malgré les limites du support et ont réagi favorablement aux bandes sonores arrangées. Plusieurs morceaux, dont le thème du prologue et le "Thème de l'Amour" (en anglais : "Theme of Love") sont devenus très populaires et ont été interprétés à de nombreuses reprises dans des séries de concerts orchestraux, en plus d'être publiés dans des albums arrangés et de compilation par Square comme ainsi que des groupes extérieurs.

## Arrière-plan
Uematsu a fait remarquer que le processus de composition était extrêmement difficile, conduisant souvent à un essai d'erreurs. L'équipe sonore a passé la plupart du temps pendant le développement musical à dormir toute la nuit au siège de Square dans des sacs de couchage. La source à blâmer était que l'équipe, y compris Uematsu, était inexpérimentée et peu habituée au nouveau matériel Super Famicom, même si elle était capable de faire les choses correctement pour le matériel Famicom d'origine. D'autres déclarations ont révélé que les notes de la bande originale du jeu étaient signées avec humour comme ayant été écrites à 1h30 du matin. Uematsu a déclaré plus tard qu'à partir de la bande originale de Final Fantasy IV, il avait commencé à s'éloigner de l'idée que la bande originale devait être uniquement une partition orchestrale. En juin 2007, Square Enix a organisé une audition pour qu'un chanteur chante une version du "Thème de l'amour". Environ 800 candidats ont auditionné pour être le chanteur chargé de chanter la chanson, et la gagnante était Megumi Ida. La chanson figurait sur le remake japonais du jeu sur Nintendo DS, ainsi que sur l'album de la bande originale qui l'accompagnait.

### Fiche technique
- Composé par : Nobuo Uematsu
- Arrangé par : Shirou Satou (45)
- Joué par : Toshiyuki Mori (45 : Piano)
- Sortie : 21 août 2001
- Référence : TPCD 0210-2 (Tokyopop)

| 1.  | The Prelude                                                                     |  |
| 2.  | The Red Wings                                                                   |  |
| 3.  | Kingdom of Baron                                                                |  |
| 4.  | Theme of Love                                                                   |  |
| 5.  | Prologue                                                                        |  |
| 6.  | Welcome to Our Town !                                                           |  |
| 7.  | Main Theme of Final Fantasy IV                                                  |  |
| 8.  | Battle 1                                                                        |  |
| 9.  | Fanfare                                                                         |  |
| 10. | Enter Fat Chocobo !                                                             |  |
| 11. | Chocobo Chocobo                                                                 |  |
| 12. | Into the Darkness                                                               |  |
| 13. | Battle 2                                                                        |  |
| 14. | Bomb Ring                                                                       |  |
| 15. | Rydia                                                                           |  |
| 16. | Damcyan Castle                                                                  |  |
| 17. | Sorrow and Loss                                                                 |  |
| 18. | Edward's Harp                                                                   |  |
| 19. | Mt. Ordeals                                                                     |  |
| 20. | Fabul                                                                           |  |
| 21. | Run!                                                                            |  |
| 22. | Suspicion                                                                       |  |
| 23. | Golbez, Clad in Darkness                                                        |  |
| 24. | Hey, Cid!                                                                       |  |
| 25. | Mystic Mysidia                                                                  |  |
| 26. | A Long Way to Go                                                                |  |
| 27. | Palom & Porom                                                                   |  |
| 28. | Battle with the Four Fiends                                                     |  |
| 29. | The Airship                                                                     |  |
| 30. | Troian Beauty                                                                   |  |
| 31. | Samba de Chocobo!                                                               |  |
| 32. | Tower of Babil                                                                  |  |
| 33. | Somewhere in the World...                                                       |  |
| 34. | Land of Dwarves                                                                 |  |
| 35. | Giott, King of the Dwarves                                                      |  |
| 36. | Dancing Calbrina                                                                |  |
| 37. | Tower of Zot                                                                    |  |
| 38. | The Land of Summons                                                             |  |
| 39. | Lunar Whale                                                                     |  |
| 40. | Another Moon                                                                    |  |
| 41. | The Lunarians                                                                   |  |
| 42. | Within the Giant                                                                |  |
| 43. | The Final Battle                                                                |  |
| 44. | Epilogue                                                                        |  |
| 45. | Theme of Love (piste bonus tirée de l'album Piano Collections Final Fantasy IV) |  |

## Final Fantasy IV Original Sound Version
Bande originale du jeu.

### Fiche technique
- Composé par : Nobuo Uematsu
- Sortie : 14 juin 1991 (édition originale), 26 novembre 1994 (réédition)
- Référence : N23D-001 (NTT / Polystar - édition originale), PSCN-5014 (NTT Publishing - réédition)

| 1.  | The Prelude                    |  |
| 2.  | Red Wings                      |  |
| 3.  | Kingdom Baron                  |  |
| 4.  | Theme of Love                  |  |
| 5.  | Prologue...                    |  |
| 6.  | Welcome to our Town!           |  |
| 7.  | Main Theme of Final Fantasy IV |  |
| 8.  | Fight 1                        |  |
| 9.  | Fanfare                        |  |
| 10. | Hello! Big Chocobo!            |  |
| 11. | Chocobo-Chocobo                |  |
| 12. | Into the Darkness              |  |
| 13. | Fight 2                        |  |
| 14. | Ring of Bomb                   |  |
| 15. | Rydia                          |  |
| 16. | Castle Damcyan                 |  |
| 17. | Cry in Sorrow                  |  |
| 18. | Melody of Lute                 |  |
| 19. | Mt. Ordeals                    |  |
| 20. | Fabul                          |  |
| 21. | Run!                           |  |
| 22. | Suspicion                      |  |
| 23. | Golbeza Clad in the Dark       |  |
| 24. | Hey, Cid!                      |  |
| 25. | Mystic Mysidia                 |  |
| 26. | Long Way to Go                 |  |
| 27. | Parom & Polom                  |  |
| 28. | The Dreadful Fight             |  |
| 29. | The Airship                    |  |
| 30. | Troian Beauty                  |  |
| 31. | Samba de Chocobo!              |  |
| 32. | Tower of Bab-il                |  |
| 33. | Somewhere in the World...      |  |
| 34. | Land of Dwarves                |  |
| 35. | Giott, the Great King          |  |
| 36. | Dancing Calcobrena             |  |
| 37. | Tower of Zot                   |  |
| 38. | Illusionary World              |  |
| 39. | The Big Whale                  |  |
| 40. | Another Moon                   |  |
| 41. | The Lunarians                  |  |
| 42. | Within the Giant               |  |
| 43. | The Final Battle               |  |
| 44. | Epilogue                       |  |

## Final Fantasy IV Celtic Moon
Album arrangé de style celtique.

### Fiche technique
- Composé par : Nobuo Uematsu
- Arrangé par : Máire Breatnach
- Joué par :
  - Máire Bhreatnach (Violon, Alto, Tin whistle, claviers, voix)
  - Cormac Bhreatnach (Timber flute)
  - Ronan Browne (Uilleann pipes, Tin whistle)
  - Noreen O'Donoghue (Harpe celtique)
  - Sharon Shannon (Accordéon)
  - Niall O'Callánian (Bouzouki, Electric bouzouki)
  - Tommy Hayes (Percussions)
  - Mark Kelly (Guitare acoustique)
- Sortie : 28 octobre 1991 (édition originale), 26 novembre 1994 (réédition)
- Référence : N30D-006 (NTT / Polystar - édition originale), PSCN-5017 (NTT Publishing - réédition)

| 1.  | Prelude                        |  |
| 2.  | Prologue...                    |  |
| 3.  | Chocobo-Chocobo                |  |
| 4.  | Into the Darkness              |  |
| 5.  | Main Theme of Final Fantasy IV |  |
| 6.  | Welcome to our Town !          |  |
| 7.  | Theme of Love                  |  |
| 8.  | Melody of Lute                 |  |
| 9.  | Parom & Polom                  |  |
| 10. | Giotto, the Great King         |  |
| 11. | Dancing Calcobrena             |  |
| 12. | Mystic Mysidia                 |  |
| 13. | Illusionary World              |  |
| 14. | Rydia                          |  |
| 15. | Troian Beauty                  |  |

## Final Fantasy IV Minimum Album
Album spécial arrangé.

### Fiche technique
- Composé par : Nobuo Uematsu
- Arrangé par : Nobuo Uematsu, Snow Productions (6)
- Sortie : 5 septembre 1991
- Référence : N09D-004 (NTT Publishing)

| 1. | Prologue... (Arranged)          |  |
| 2. | Theme of Love (Arranged)        |  |
| 3. | The Origin (Unreleased)         |  |
| 4. | Restless Moments (Unreleased)   |  |
| 5. | The Sea of Silence (Unreleased) |  |
| 6. | The Prelude Crystal Mix         |  |

## Piano Collections Final Fantasy IV
Album arrangé au piano.

### Fiche technique
- Composé par : Nobuo Uematsu
- Arrangé par : Shirou Satou
- Joué par : Toshiyuki Mori
- Sortie : 21 avril 1992 (édition originale), 29 avril 1994 (seconde édition), 23 mai 2001 (réédition)
- Référence : N38D-010 (NTT / Polystar - édition originale), PSCN-5008 (NTT Publishing - seconde édition), NTCP-1001 (NTT Publishing - réédition)

| 1.  | The Prelude                                 |  |
| 2.  | Theme of Love                               |  |
| 3.  | Prologue                                    |  |
| 4.  | Welcome to Our Town!                        |  |
| 5.  | Main Theme of Final Fantasy IV              |  |
| 6.  | Chocobo-chocobo                             |  |
| 7.  | Into the Darkness                           |  |
| 8.  | Rydia                                       |  |
| 9.  | Melody of Lute                              |  |
| 10. | Golbeza Clad in the Dark                    |  |
| 11. | Troian Beauty                               |  |
| 12. | The Battle                                  |  |
| 13. | Epilogue                                    |  |
| 14. | Theme of Love Practice Track (Orchestrated) |  |